# Adam Epstein

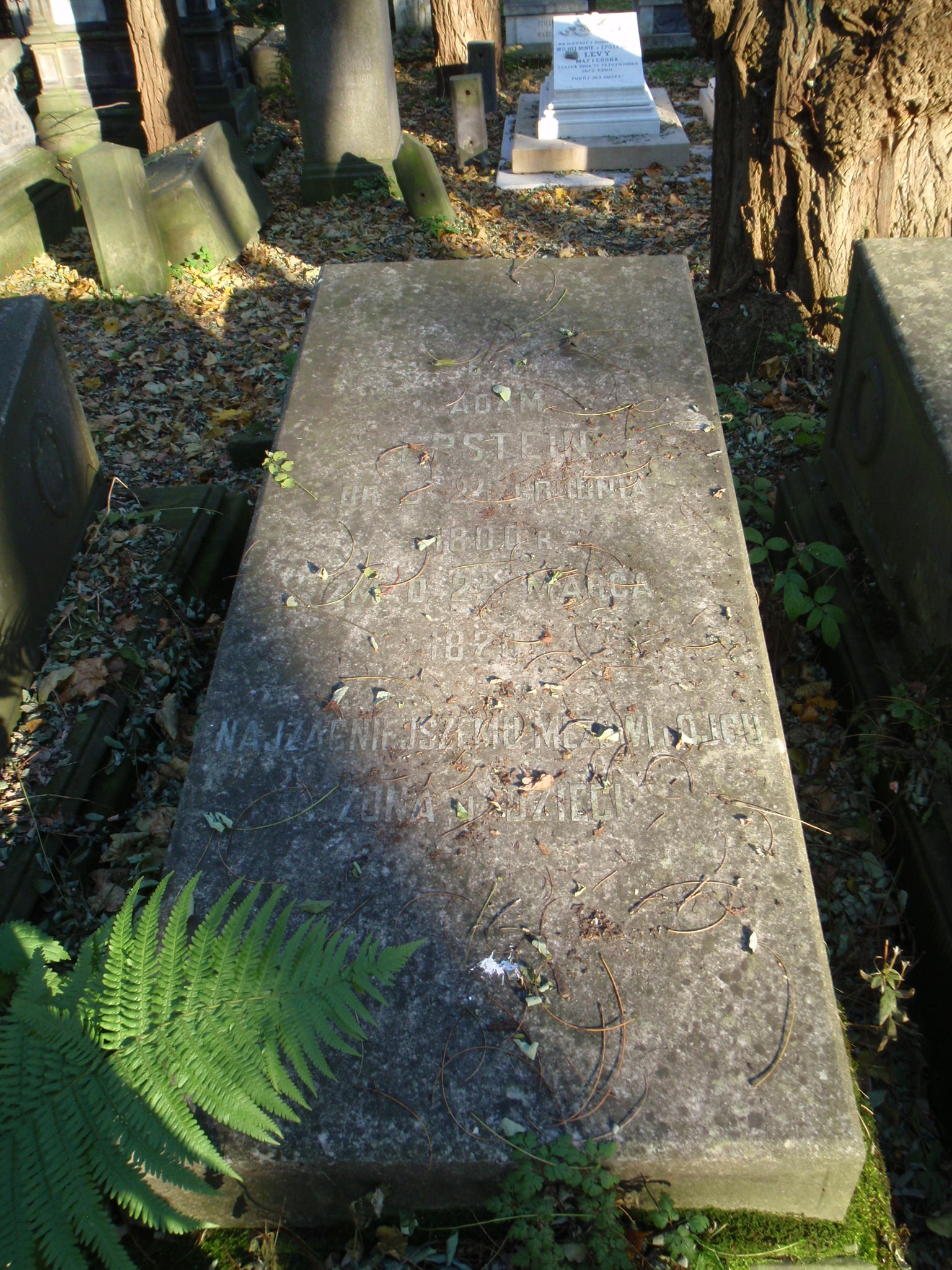
Grób Adama Epsteina na cmentarzu żydowskim w Warszawie

Adam Epstein (ur. 24 grudnia 1800 w Warszawie, zm. 24 marca 1870 tamże) – warszawski bankier i filantrop żydowskiego pochodzenia, kawaler orderu św. Stanisława.

## Życiorys
Adam był jednym z czterech synów (Józef, Adam, Herman, Jan) Jakuba (1771-1843), kupca warszawskiego, oficera wojsk polskich, wolnomularza i założyciela Starego Szpitala Starozakonnych w Warszawie, i Henrietty z Glicksonów (1780-1849). Niemieckojęzyczna rodzina Epsteinów była fabrykantami świec łojowych w Pilicy. Do Warszawy przeniósł się Jakub Epstein, który dorobił się wielkiego majątku na dostawach dla armii rosyjskiej.
Adam uczęszczał do Liceum Warszawskiego, po czym podjął pracę w rodzinnym banku przy ul. Granicznej i potem w Banku Polskim.
Był jednym z założycieli nowej Niemieckiej Synagogi przy ul. Daniłowiczowskiej w Warszawie i wprowadził zamiast niemieckiego język polski przy jej administrowaniu (kazania wygłaszano nadal po niemiecku). Był żonaty z Ernestyną Glücksberg (1815–1895), córką Natana Glücksberga, i miał z nią trzynaścioro dzieci: Mikołaja (1833-1863, powstańca styczniowego, który poległ w jego trakcie), Natalię (1834-1891, żonę Ludwika Natansona), Matyldę Annę (1836-1910), Amelię (1837-1920), Władysława Wacława Włodzimierza (1838-1910, powstańca styczniowego, skazanego na rok więzienia w kazamatach w Modlinie), Aleksandra (1840-1873), Edwarda Władysława (1841-1901, Generalnego Konsula Persji), Stefanię (1845-1935), Jakuba (1847-1933), Bronisława (ur. 1850, zm. w dzieciństwie), Alfreda (1852-1856) i Zofię (1855-1856).
Adam Epstein został pochowany na cmentarzu żydowskim przy ulicy Okopowej w Warszawie (kwatera 20, rząd 11).